# Alfred Elmore

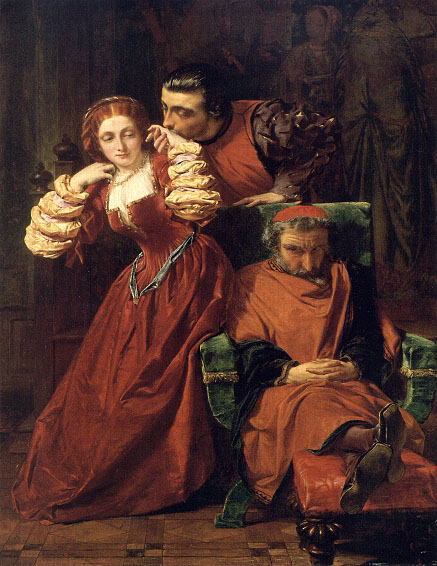
Two Gentlemen of Verona

Alfred W. Elmore (* 18. Juni 1815 in Clonakilty, Grafschaft Cork; † 24. Januar 1881 in London) war ein irisch-britischer Maler und Illustrator.

## Leben
1842 ging Elmore nach Paris und München und verlebte zwei Jahre in Rom. Nach seiner Rückkehr nach England machte er sich durch die Bilder:
- Rienzi auf dem Forum zu Rom und
- Ursprung des Streits der Guelfen und Ghibellinen

bekannt, besonders aber durch seine mehrmals gestochene und in Holz geschnittene
- Erfindung des Strumpfwebstuhls (1847).

Seine später entstandenen Bilder leiden zwar bisweilen Mangel an sorgfältiger Ausführung, sind aber voll Leben und Ausdruck und krustig im Kolorit. Dahin gehören:
- Die Tuilerien 20. Juni 1792 (1860),
- Marie Antoinette im Temple (1861),
- Ludwig XIII. und Ludwig XIV. (1870),
- Die Königin Maria von Schottland und Darnley (1877),
- Judith und Holifernes,
- Kolumbus in Porto Santo,
- Pompeji (1878) und
- Lucrezia Borgia.